# تپه کلک مهکی
تپه کلک مهکی مربوط به عصر مس - مفرغ- سده‌های میانی دوران‌های تاریخی پس از اسلام است و در شهرستان رومشکان، بخش مرکزی، دهستان رومشگان شرقی، روستای مهکی واقع شده و این اثر در تاریخ ۲۳ بهمن ۱۳۸۵ با شمارهٔ ثبت ۱۷۲۰۱ به‌عنوان یکی از آثار ملی ایران به ثبت رسیده است.